# 犢橋貝塚

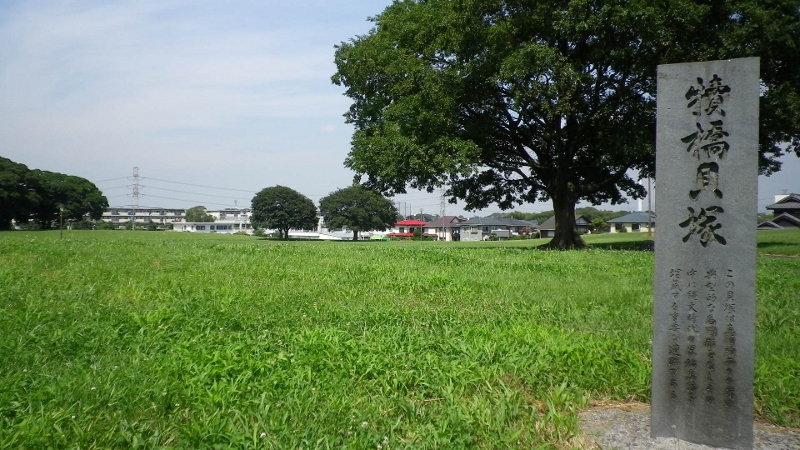
2011年8月撮影

犢橋貝塚（こてはしかいづか）は、千葉市花見川区さつきが丘にある縄文時代後期を中心とする大型の貝塚を含む集落跡。国の史跡。
座標: 北緯35度39分47.4秒 東経140度5分48.6秒 / 北緯35.663167度 東経140.096833度

## 概要
犢橋貝塚は花見川上流域の標高約25ｍ程度の台地上にあり、貝層は東西200ｍ、南北150ｍの範囲に馬蹄形にひろがっている。
現在は犢橋貝塚公園となり、遊び場として親しまれている。保育園や小学校の生徒が授業の一環として訪れることもある。

## 発見と保存
明治時代頃から存在は知られており、小発掘や土器片収集が行われてきたが、学術的な測量等の本格的な発掘が行われ始めたのは昭和20年代になってからである。
1968年（昭和43年）にさつきが丘団地が建設され、周辺の地形は失われてしまった。しかし、貴重な文化遺産として貝塚部分は保存され、現在は史跡公園として活用されている。
また、さつきが丘団地建設時に集落跡等の遺構が見つかったと言われているが、詳しい報告書が作成されることもなく、未調査で破壊されたという。
1981年（昭和56年）、国の史跡に指定された。

## 周辺の施設
- 千葉市立さつきが丘東小学校 - 本貝塚内を登下校するのは本校の生徒である。
- 宮野木ジャンクション
- 花見川郵便局
- さつきが丘名店街